# Можари (Коростенський район)
Можари́ — село в Україні, у Словечанській сільській громаді Коростенського району Житомирської області. Населення становить 925 осіб.

## Географія
Село розташовано на Словечансько-Овруцькому кряжі.
Через село протікає річка Галка, ліва притока Ясенця.

## Історія
Історія села пов'язана з історією шляхетського роду Можарівських.
Станом на 1885 рік у колишньому власницькому селі Словечанської волості Овруцького повіту Волинської губернії мешкало 436 осіб, налічувалось 63 дворових господарства, існувала православна церква.
За переписом 1897 року кількість мешканців зросла до 1471 особи (745 чоловічої статі та 726 — жіночої), з яких 1425 — православної віри.